# مزرعة أسپروزيان (رودبار)
مزرعة أسپروزيان (بالإنجليزية: Mazraeh-ye Asparuzian)‏ هي مستوطنة تقع في إيران في قسم رودبار الريفي.